# Juan Vargas Aruquipa
Juan Vargas Aruquipa (ur. 8 marca 1947 w Achacachi) – duchowny rzymskokatolicki, w latach 1997-2022 biskup Coroico.
3 grudnia 2022 papież Franciszek przyjął jego rezygnację z urzędu biskupa diecezjalnego i nominował następcę, ks. Juana Carlosa Huayguę Oropezę.